# Stogursey Castle

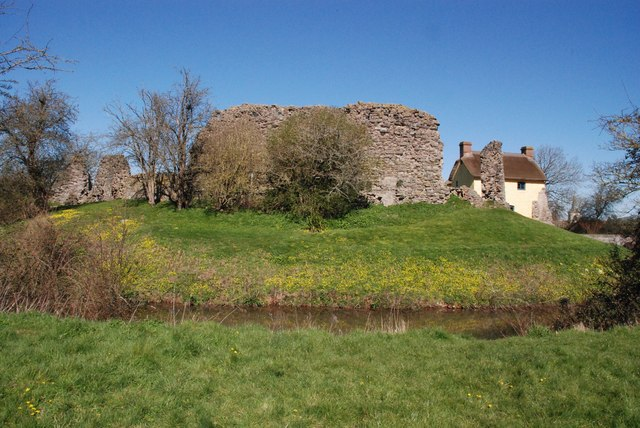
Stogursey Castle über den Burggraben

Stogursey Castle ist eine Burgruine in der englischen Grafschaft Somerset. Das mittelalterliche Gemäuer wird heute vom Landmark Trust an Feriengäste vermietet.

## Geschichte

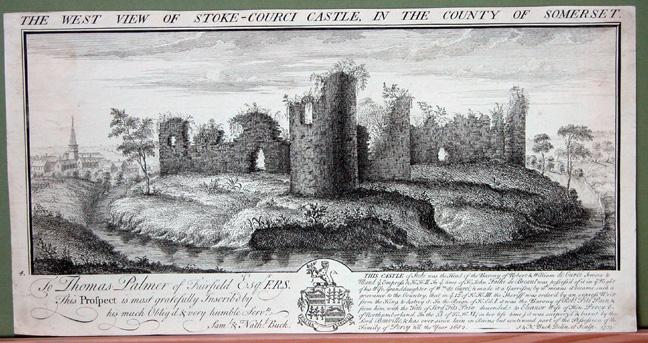
Gravierung von Stogursey Castle 1733 von Samuel and Nathaniel Buck

Stogursey Castle ließ die Familie De Courcy vermutlich Ende des 11. oder Anfang des 12. Jahrhunderts südlich des Dorfes Stogursey errichten. Der Name Stogursey ist eine Verballhornung von Stoke Courcy. Die Burg war eine Motte mit 60 Meter breitem und 2 Meter hohem Mound und zwei Vorburgen, umgeben von einem wassergefüllten Burggraben, der vom nahegelegenen Stogursey Brook gespeist wurde.

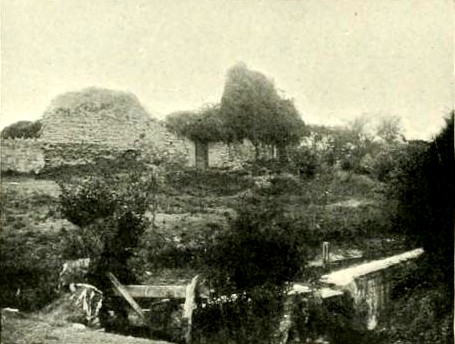
Eine Fotografie aus dem 19. Jahrhundert von Stogursey Castle vor der Restaurierung

Im ersten Krieg der Barone wurde die Burg von König Johann Ohneland kontrolliert. Ihre Zerstörung wurde 1215 angeordnet, aber sie blieb erhalten. König Johanns Leutnant Falkes de Bréauté übernahm die Kontrolle der Burg und nach seinem Tod wurde die Zerstörung der Burg 1228 ein zweites Mal angeordnet, aber augenscheinlich erneut ignoriert. 1300 wurde Stogursey Castle von der Familie FitzPayne in Stein erweitert, aber in den 1450er-Jahren dann von Yorkisten in den Rosenkriegen zerstört. Im 17. Jahrhundert wurde auf dem Burggelände ein Wohnhaus errichtet. Es wurde in den 1870er-Jahren restauriert, fiel aber Ende des 20. Jahrhunderts in Ruinen.
Stogursey Castle ist von English Heritage als historisches Bauwerk II*. Grades gelistet und wurde vom Landmark Trust 1981–1982 als Ferienanlage restauriert.